# جزایر کالامیان
جزایر کالامیان (انگلیسی: Calamian Islands) جزایر کالامیان (Calamianes) یک گروه از جزایر فیلیپین هستند که در استان پالاوان قرار دارند. آنها شامل این مواردند:
- جزیره بوسوانگا
- کورون
- کولیون
- کالائویت
- Malcapuya Island
- Banana Island
- Pass Island
- Calumbuyan Island